# Alba (viselet)

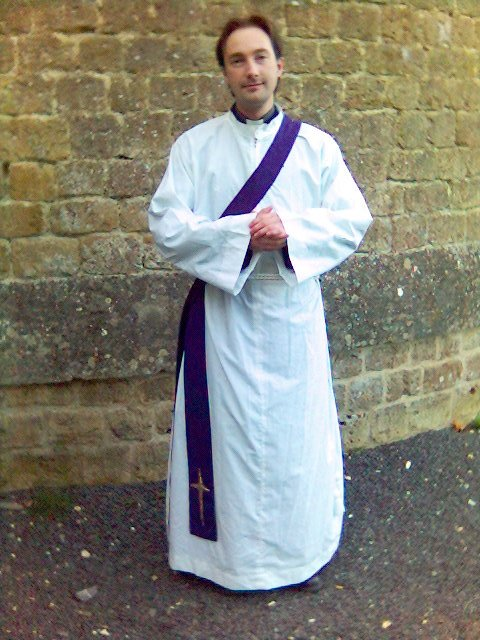
Egy diakónus albában

Az alba miseing, gyakran viselt liturgikus öltözet. Nevét fehér színéről kapta. Bokáig ér, bő ráncokban esik, ujja szűk. Cingulummal kötik meg. A liturgia végzéséhez szükséges lelki tisztaság jelképe. 
Vászonból készült fehér. Ezt hordja a püspök, pap, lektor, ministráns, de ezt adnak a megkeresztelt felnőttekre, elsőáldozókra is. Az alba rövidített változata a karing.

## Története
A mai alba az ókori rómaiak ruhájának, a tunikának az utódja. Története a 7. századig
nyúlik vissza: a "tunica talaris manicata" 'ujjas, bokáig érő ing' volt, amit a 8. században már minden római klerikus viselt. A 10. században -  főként a clunyi reformokat befogadó monostorokban -  szerzetesek is viselték a kórusban. A 11. században csipkével és hímzéssel kezdték díszíteni. A II. vatikáni zsinat  után a liturgia bármelyik szolgálattevője viselheti. Az alba szabása és formája változatos lett.

## A szó eredete
Az alba latin szó, jelentése: fehér. A fehér ruha a tisztaság, a megváltás jele, amely – a keresztény vallás szerint –  a keresztelésnél kezdődik, és a test feltámadásával fejeződik be.